# Perdiz-da-formosa
A perdiz-montesa-de-papo-branco ou perdiz-da-formosa (Arborophila crudigularis) é uma espécie de ave da família Phasianidae.
Apenas pode ser encontrada na Taiwan.
Os seus habitats naturais são: florestas temperadas.
Está ameaçada por perda de habitat.